# Trollsjön, Medelpad
Trollsjön är en sjö i Ånge kommun i Medelpad och ingår i Ljungans huvudavrinningsområde.